# Universidade Rovira i Virgili
A Universidade Rovira i Virgili (em catalão: Universitat Rovira i Virgili) é uma instituição de ensino superior pública com sedes em Tarragona, Reus, Vila-seca, Tortosa e El Vendrell, na Espanha. Fundada em 1991, sua atual reitora é María José Figueras.
Seu nome é uma homenagem a Antoni Rovira i Virgili, escritor, historiador e político catalão.